# Норман, Джерри
Джерри Ли Норман (англ. Jerry Lee Norman, 16 июля 1936, Уотсонвилл, Калифорния — 7 июля 2012, Сиэтл) — американский лингвист, синолог, известный своими работами по китайским диалектам и китайской исторической фонологии (особенно диалектам Минь) и маньчжурскому языку.
Джерри Норман оказал значительное влияние на китайскую лингвистику и был известен тем, что показал важность минских диалектов для изучения древнекитайского языка.

## Биография
Джерри Норман родился 16 июля 1936 года в Уотсонвилле, штат Калифорния, США. После окончания школы поступил в Калифорнийский университет в Беркли, где изучал китайский язык у выдающегося лингвиста и энциклопедиста Юэнь Жэнь Чао. В 1965 работал с Лео Ченом над введением в диалект фучжоу и фучжоу-английским словарем В 1966 Норман стал штатным лингвистом Проекта китайской лингвистики в Принстонском университете. Ездил на Тайвань, где проводил полевые исследования тайваньского диалекта. В 1969 защитил диссертацию по цзяньянскому диалекту Фуцзяни в Университете Беркли. С 1972 года и до конца своей научной карьеры в 1998 работал на Факультете азиатских языков Вашингтонского университета.
В серии работ 1973 года Норман применил сравнительный метод для реконструкции прото-миньского языка на основе общеупотребительных норм современного миньского диалекта.
Умер 7 июля 2012 года от фиброза лёгких.

## Труды
- 1965. With Leo Chen. Foochow-English Glossary. San Francisco State College.
- 1965. With Leo Chen. An Introduction to the Foochow Dialect. San Francisco State College.
- 1967. A Manchu-English Dictionary. Taipei.
- 1969. The Kienyang Dialect of Fukien. University of California, Berkeley. PhD dissertation.
- 1973. «Tonal Development in Min»; Journal of Chinese Linguistics 1-2: 222—238.
- 1974. «The Initials of Proto-Min»; Journal of Chinese Linguistics 2-1: 27-36.
- 1974. «Structure of Sibe Morphology»; Central Asian Journal.
- 1976. With Mei Tsu-lin. «The Austroasiatics in Ancient South China: Some Lexical Evidence»; Monumenta Serica 32: 274—301, JSTOR 40726203.
- 1978. A Concise Manchu-English Lexicon. University of Washington Press. ISBN 978-0-295-95574-2.
- 1979. «Chronological Strata in the Min Dialects»; Fangyan 方言 1979.4: 268—274.
- 1980. «Yongan fanyan» 永安方言; Shumu Jikan 书目季刊 14-2: 113—165.
- 1981. «The Proto-Min Finals»; 中央研究院国际汉学会议论文集 语言文字组: 35-73.
- 1984. «Three Min Etymologies»; Cahiers de Linguistique Asie Orientale 13-2: 175—189. doi:10.3406/clao.1984.1155.
- 1986. «闽北方言的第三套清塞音和清擦塞音»; Zhongguo Yuwen 中国语文 1986.1: 38-41.
- 1988. Chinese. Cambridge University Press, 1988. ISBN 978-0-521-29653-3.
- 1991. «The Mǐn Dialects in Historical Perspective»; Languages and Dialects of China, edited by William S.-Y. Wang, pp. 325—360. Published by Journal of Chinese Linguistics.
- 1995. With Weldon South Coblin. «A New Approach to Chinese Historical Linguistics»; Journal of the American Oriental Society 115-4: 576—584.
- 1996. «Tonal Development in the Jennchyan Dialect»; Yuen Ren Society Treasury of Chinese Dialect Data 2: 7-41.
- 2000. With Gilbert Louis Mattos. translation of Chinese Writing by Qiu Xigui. Society for the Study of Early China and the Institute of East Asian Studies, University of California. ISBN 978-1-55729-071-7
- 2002. «A Glossary of the Lianduentsuen Dialect»; Short Chinese Dialect Reports 1: 339—394.
- 2006. «Min Animal Body Parts»; Bulletin of Chinese Linguistics 1-1: 133—143.
- 2007. «汉语方言田野调查与音韵学»; Beijing Daxue Xuebao 北京大学学报 44.2: 91-94.
- 2013. A Comprehensive Manchu-English Dictionary. Harvard University Asia Center. ISBN 978-0-674-07213-8